# Thủ hiến Ontario
Thủ hiến Ontario (tiếng Pháp: premier ministre de l'Ontario) là người đứng đầu chính phủ của Ontario. Theo hệ thống Westminster, thủ hiến lãnh đạo chính phủ với sự tín nhiệm của Nghị viện và thường là nghị sĩ đứng đầu đảng hoặc liên minh các đảng lớn nhất. Thủ hiến bổ nhiệm bộ trưởng và chủ trì Hội đồng Hành chính. Về mặt hiến pháp, Chính phủ Ontario thực hiện quyền hành pháp theo đề nghị của Hội đồng Hành chính, cơ quan chịu trách nhiệm tập thể trước Nghị viện.
Thủ hiến đương nhiệm là Doug Ford, nhậm chức vào ngày 29 tháng 6 năm 2018, sau cuộc tổng tuyển cử Ontario năm 2018 khi Đảng Bảo thủ Tiến bộ Ontario giành được đa số ghế trong Nghị viện Ontario.

## Lịch sử
Chức vụ thủ hiến Ontario bắt nguồn từ chức vụ đồng thủ tướng Tỉnh Canada. John Sandfield Macdonald là thủ hiến đầu tiên của Ontario, giữ chức vụ từ năm 1867 đến năm 1871, trước đó là đồng thủ tướng Tỉnh Canada. Ngoài ra, ông cũng giữ chức vụ tổng chưởng lý Ontario.
Từ năm 2003, thủ hiến luôn là nghị sĩ Nghị viện Ontario từ Toronto, Khu vực đô thị Toronto hoặc Ottawa. Nhìn chung, các thủ hiến đến từ khắp Ontario, bao gồm Đông Ontario, bờ biển Hồ Huron, Hồ Erie, Khu vực Đại Toronto Hamilton và một số đơn vị bầu cử bên ngoài miền Nam Ontario, chẳng hạn như Nipissing và Sault Ste. Marie.

## Tổng quan